# Spect
 (octobre 2016).
Si vous disposez d'ouvrages ou d'articles de référence ou si vous connaissez des sites web de qualité traitant du thème abordé ici, merci de compléter l'article en donnant les références utiles à sa vérifiabilité et en les liant à la section « Notes et références ».
Le Spect est un syndicat professionnel né fin 2004 pour représenter les sociétés indépendantes de production d’émissions de télévision. Il est, en 2016, le porte-parole de 44 sociétés représentatives de tous les genres d'émissions : fiction, documentaire, spectacle vivant, jeu, divertissement, magazine, télé-réalité et talk-show.

## Historique
Le Syndicat des producteurs et créateurs d’émissions de télévision change de nom le 8 mars 2016 en devenant le Syndicat des producteurs et créateurs de programmes audiovisuels. Le Spect compte 44 adhérents.
Ses adhérents emploient 50 000 travailleurs du secteur de l'audiovisuel (soit 10000 équivalents temps plein).

## Partenaires
Le Spect est membre de la Confédération des producteurs audiovisuels, aux côtés de l’Union syndicale de la production audiovisuelle et du Syndicat des producteurs de films d'animation.

## Lobbying
Le Spect indique à la Haute autorité pour la transparence de la vie publique (HATVP), pour l’année 2018 , des dépenses de lobbying d’un montant compris entre 100 000 et 200 000 euros.